# Binn Bhán
Binn Bhán (en inglés Benbaun) es una montaña de Irlanda (729 m s. n. m.), y se sitúa en el condado de Galway, en la República de Irlanda.

## Geografía
El Benbaun es la montaña más alta de la cadena de los Twelve Bens, de la cual forma parte. 
Es también el punto más alto del condado de Galway;  por sus altitud y prominencia puede ser definido como un Marilyn y un Hewitt.